# Lijst van vulkanen in Honduras
Dit is een lijst van vulkanen in Honduras.
| Naam               | Hoogte | Coördinaten            | Laatste uitbarsting |
| ------------------ | ------ | ---------------------- | ------------------- |
| El Tigre           | 783 m  | 13° 16′ NB, 87° 38′ WL | Holoceen            |
| Isla Zacate Grande | 640 m  | 13° 20′ NB, 87° 38′ WL | Holoceen            |
| Meer van Yojoa     | 1090 m | 14° 53′ NB, 87° 59′ WL | Holoceen            |
| Utila              | 74 m   | 16° 6′ NB, 86° 54′ WL  | Holoceen            |